# Letestua durissima
Letestua durissima ist ein Baum in der Familie der Sapotengewächse aus dem zentralen Afrika, Gabun bis in den angrenzenden Kongo. Es ist die einzige Art der Gattung Letestua.

## Beschreibung
Letestua durissima wächst als Baum bis zu 50 Meter hoch. Der Stammdurchmesser erreicht bis zu 2,4 Meter. Der Stamm ist an der Basis geriffelt oder es sind Brettwurzeln ausgebildet. Die gräulich-braune Borke ist schuppig bis abblätternd.
Die einfachen und gestielten, ledrigen Laubblätter sind büschelig an den Zweigenden angeordnet. Der Blattstiel ist 3–4 Zentimeter lang. Die abgerundeten bis bespitzten und ganzrandigen, verkehrt-eiförmigen bis elliptischen Blätter sind 16–24 Zentimeter lang und 5–10 Zentimeter breit. Die Nebenblätter fehlen.
Die Blüten erscheinen achselständig in kleinen Büscheln. Die zwittrigen und gestielten, weißen, kleinen Blüten sind mit doppelter Blütenhülle. Die 6 eiförmigen Kelchblätter stehen in zwei Kreisen, sie sind außen rostig behaart und innen kahl. Die kahle Krone ist in einer kurzen, bis 3–4 Millimeter langen Röhre verwachsen mit 12–18 kleinen, bis 3–4 Millimeter langen spatelförmigen Lappen, jeder Lappen hat zwei etwas größere, etwa gleich lange und tiefergestellte, seitliche Anhängsel am Grund. Es sind 12–18 kurze Staubblätter vorhanden, Staminodien fehlen, es können aber einige Antheren fehlen. Der vielkammerige, behaarte und abgeflachte Fruchtknoten ist oberständig mit relativ kurzem, zylindrischem und kahlem Griffel. Es ist ein gekerbter Diskus vorhanden.
Es werden fleischige, einsamige und etwa 5–8 Zentimeter große Beeren gebildet. Die spindelförmigen, glänzenden und braunen, holzigen Samen mit einer länglichen Narbe (Hilum) sind bis 3,5–3,7 Zentimeter lang und 1–1,2 Zentimeter breit.

## Taxonomie
Die Erstbeschreibung der Gattung Letestua und des Basionyms Letestua durissima nach Auguste Jean Baptiste Chevalier und des Synonyms Letestua floribunda erfolgte 1920 durch Paul Henri Lecomte in Notul. Syst. (Paris) 4: 4, 5, 6. Der Gattungsname ehrt den französischen Kolonialverwalter Georges Marie Patrice Charles Le Testu (1877–1967).

## Verwendung
Das dunkle, schwere Holz ist beständig aber schlecht behandelbar, es ist bekannt als Congotali.